# Archichauliodes isolatus
Archichauliodes isolatus là một loài côn trùng trong họ Corydalidae thuộc bộ Megaloptera. Loài này được Theischinger miêu tả năm 1983.